# Chocolaterie Pailhasson
La chocolaterie Pailhasson est la plus ancienne maison de chocolat de France, fondée en 1729 par une famille d'apothicaires et de chocolatiers à Lourdes. La société porte désormais le nom de Pyrénées Bonbons.

## Histoire
La famille d'apothicaires et de chocolatiers Pailhasson commença la fabrication et la vente des chocolats Pailhasson en 1729 à Lourdes. Le chocolat était alors fabriqué avec des fèves de cacao venant de Bayonne, il était vendu pour ses propriétés fortifiantes. Les Chocolats Pailhasson étaient souvent récompensés aux expositions internationales. Ils étaient également les préférées de l'impératrice Eugénie et du pape Léon XIII,.
Le dernier héritier ne trouvant pas de repreneur ferma la boutique en 2010. Après avoir créé l'entreprise Pyrénées Bonbons à Lourdes, Claude Camps racheta la marque Chocolat Pailhasson. Il installa la boutique près de ses ateliers de l'Arrouza à Lourdes, mais après les importantes crues du Gave en 2013, il ferma la boutique. En décembre 2014, Claude Camps choisit alors d'installer sa boutique et son atelier de fabrication à Ibos près de Tarbes,. En avril 2017, il ouvre une seconde boutique près de l'ancienne maison Pailhasson (devenu aujourd'hui pharmacie), place Peyramale à Lourdes,.

## Galerie

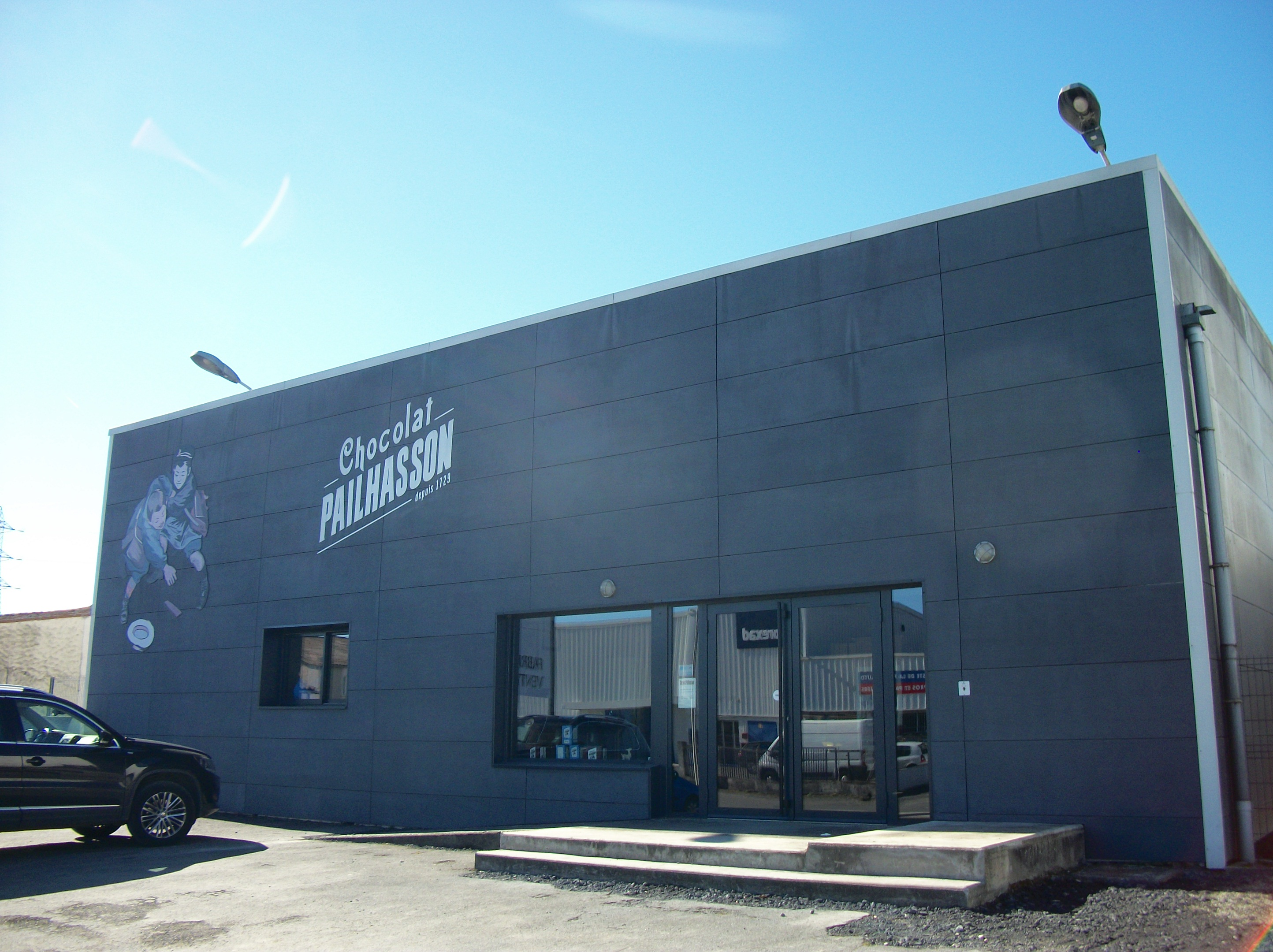
Boutique et atelier de fabrication à Ibos près de Tarbes
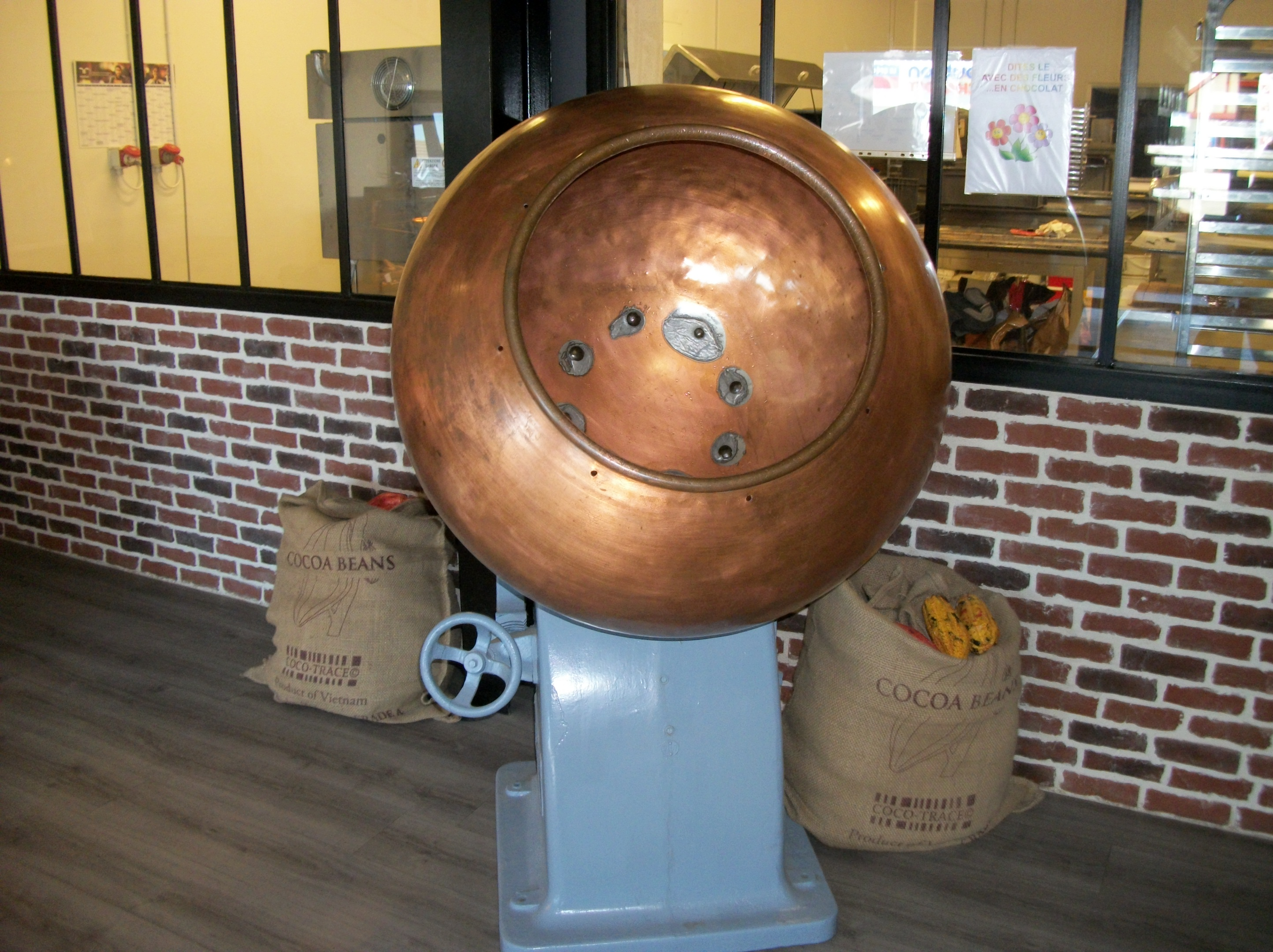
Chaudron en cuivre devant l'atelier de fabrication, il servait à l'enrobage des bonbons en chocolats
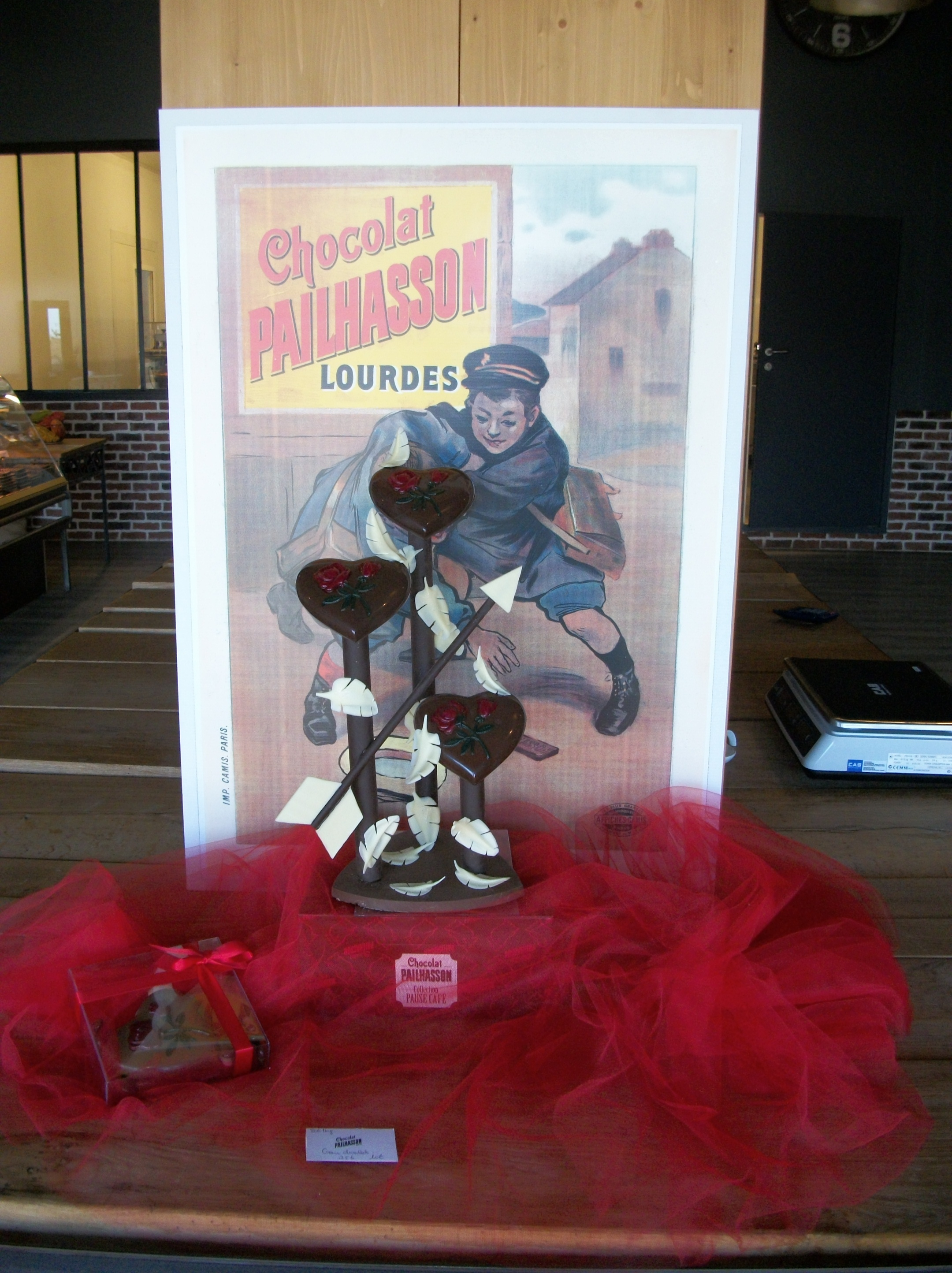
Création artistique faite pour la Saint-Valentin